# سعيد عبد الله العنسي
سعيد بن عبد الله بن محمد بن أحمد العنسي عالم من علماء اليمن؛ واصل محل والده من قرية شرقي ذمار يقال لها (خرابة أفيق ).

## تاريخه
من مواليد عام 1060 هـ الموافق لعام 1647م، رحل إلى ذمار لطلب العلم الشريف وهو دون العشر السنين في خلافة الإمام المتوكل على الله (إسماعيل) فقرأ بها القرآن، وحصل المتون خطاً وحفطاً، فقرأ (شرح الأزهار) و(البيان) وتعلم العربية على إمام عصره القاضي العلامة إسماعيل بن علي المجاهد؛ وقرأ في اصول الدين أيضاً على الفقيه علي بن عبد الله العمري وقرأ في (شرح الأساس) وغيره على إمام الاجتهاد محمد إبراهيم السحولي، وقرأ علم الفرائض وما يتبعه من الوصايا، والضرب، والمساحة على الفقيه العلامة فارع بن علي، وعلى الفقيه الحسن الطيب.
وأخذ عنه جماعة من جملتهم: القاضي العلامة محمد بن يحيى الشويطر صاحب إب، وله حواشي مفيدة في هامش (شرح الأزهار) جرى عليها تقرير العلامة إمام المذهب الحسن بن أحمد الشبيبي.
وكان الإمام المهدي محمد بن أحمد يشدد عليه في الدخول في القضاء فينفر عن ذلك غاية النفور.
وكذلك المتوكل على الله القاسم بن الحسين فإنه كان يرغبه في القضاء فلم يسعد اصلاً؛ ولما قتل الإمام المهدي، الشريف عز الدين القبطي -صاحب أبي عريش- أحد انصار المنصور بالله الحسين بن القاسم بن المؤيد –صاحب شهارة– جمع المهدي علماء ذمار ومن جملتهم القاضي سعيد العنسي، وأخبرهم باستحقاق الشريف عز الدين للقتل فلم يجبه أحد من العلماء مخافة منه لأنه كان طائش السيف فقال القاضي سعيد العنسي: "يا أمير المؤمنين لو كان حضورنا قبل القتل وأما الآن فقد تعذر التدارك". فتوعده الإمام المهدي على ذلك.
ولما خلع المتوكل على الله طاعة الإمام الجامع لشروط الخلافة : الحسين بن الإمام القاسم بن -المؤيد بالله– محمد بن القاسم بن محمد، وطلب من علماء ذمار البيعة لنفسه صعب على العلماء رفض بيعة ذلك الإمام، لما يعلمون فيه من كمال الشروط المعتبرة، فبايعوه مخافة، وبايع القاضي سعيد العنسي بيعة مشروطة بأن قال: ’’إذا علم الله أنه لم يكن في رقابنا بيعة للإمام المنصور بالله فقد بايعنا للمتوكل على الله’’ فندم باقي العلماء حيث لم يشترطوا.

## أشعاره
ومن شعره:
ومن أشعاره:

## وفاته
ولم يزل عاكفاً على الدرس والتدريس والفتيا حتى توفاه الله وعمره خمس وسبعون سنة، سنة 1723 م، وقبر في مقبرة المجاهد المعروفة.